# Ardolfo de Guînes
Ardolfo de Guînes también Artulfo y Adolphe(c. 966-1001) fue un noble francés de origen normando, segundo conde de Guînes y señor de Bredenarde. Hijo de Siegfried de Guînes y Elstrude de Gand, hija de Arnulfo I de Flandes. Algunas fuentes le citan como hijo bastardo de Siegfried, pues fue concebido antes del matrimonio de sus padres, pero nacido después de la muerte de su padre. Fue su primo Arnulfo II de Flandes quien casi al nacer, le otorgó el título de conde de Guînes, amparó a su madre y lo educó en su corte. Arnulfo II también le cedió el territorio de Brédenarde. Ardolfo es responsable de construir el foso doble del castillo de Guînes, llamado el tanque. Las familias de Nevers y de Guînes son dos ejemplos de cómo los padrinazgos benévolos contribuyeron decisivamente a ayudar a los fundadores de las dinastías a establecer sus fortunas.

## Herencia
Se casó con Maud [Matilde] de Boulogne (c. 965-1005), hija de Arnulfo II (Arnoul o Ernicule), conde de Bologne & Ternois (c. 922-972). Fruto de esa relación nacieron varios hijos:
- Rodolfo de Guînes;
- Baldwin de Boulogne (c. 1033);
- Manasses de Guînes (c. 1039);